# Begonia curtii
Espèce
Synonymes
- Begonia velata Brade[1]

Begonia curtii est une espèce de plantes de la famille des Begoniaceae. Ce bégonia est originaire du Brésil. L'espèce fait partie de la section Pritzelia. Elle a été décrite en 1955 par Lyman Bradford Smith (1904-1997) et Bernice Giduz Schubert (1913-2000). L'épithète spécifique curtii signifie « de Curt », en hommage au botaniste allemand Alexander Curt Brade (1881-1971) auteur du synonyme homotypique « Begonia velata Brade » en 1950, remplacé. 

## Répartition géographique
Cette espèce est originaire du pays suivant : Brésil.